# Rapoports Regel
Rapoports Regel ist eine aus empirischen Beobachtungen abgeleitete Regel der Ökologie. Sie besagt, dass die Arealgröße mit zunehmendem Breitengrad zunimmt. Dies ist mit der höheren Nischenverfügbarkeit und der gleichzeitig abnehmenden Artenzahl in höheren Breitengraden zu erklären.
In den Tropen werden der Regel zufolge bei hoher Artenzahl kleine Areale erwartet. Dagegen wird in höheren Breiten, wie in der borealen und polaren Zone, eher mit großen Arealen gerechnet. Weitere Faktoren sind das Relief und der Höhengradient: In den reliefreichen Gebieten der Tropen sollten nach der Regel die Arten eher in einem niederen Höhengradienten konzentriert sein, im Norden hingegen in höheren Gebieten.

## Kritik und Einschränkung
Zwar ist Rapoports Regel empirisch hergeleitet, berücksichtigt aber nicht den Einfluss der globalen Landmasseverteilung. Teilweise kann aus der Regel auf kleinräumige geographische Gegebenheiten keine befriedigende Ableitung geleistet werden, weil dort lokale Bedingungen die Areale und die Ausbreitungsbedingungen beeinflussen.
Zudem findet die Heterogenität von Landmassen keine Berücksichtigung. Die Tropen beispielsweise bilden einen heterogenen Lebensraum mit starken Kontrasten, was in hoher Artenzahl resultiert. Die boreale Zone wiederum bildet eine homogene Struktur und somit wenig Lebensraumvielfalt.

## Belege
1. ↑  Rapoport, E. H.: Areography: geographical strategies of species. Pergamon Press, Oxford 1982.
2. ↑  Stevens, G. C.: The latitudinal gradients in geographical range: how so many species co-exist in the tropics. In: American Naturalist. Band 133, S. 240–256.
3. ↑  Carl Beierkuhnlein: Biogeographie, S. 100, ISBN 978-3-8385-8341-9